# Мињск Мазовјецки
Мињск Мазовјецки (пољ. Mińsk Mazowiecki) град је у Пољској у Војводству мазовском. По подацима из 2012. године број становника у месту је био 39 668.

## Становништво
| 2012.  |
| ------ |
| 39 668 |

## Партнерски градови
- Крнов
- Орша